# الأوبرا الكندية
كشكل قديم من أشكال الفن في بلد جديد، وصلت الأوبرا إلى كندا في وقت متأخر نسبيًا. على الرغم من أن أول تأليف للأوبرا يعود إلى القرن السابع عشر، لم تبرز الأوبرا الكندية إلا بعد 150 عامًا. أصبحت الأوبرا الكندية رائجة بشكل خاص في الذكرى المئوية لكندا عام 1967. أثارت هذه الاحتفالات اهتمام المؤلفين الكنديين بالأوبرا بشكل لم يسبق له مثيل. ما زال هذا الاهتمام بالأوبرا، بين المؤلفين والجمهور على حد سواء، ملحوظًا حتى اليوم. مع ذلك، فإن معظم الأعمال الأوبرالية الكندية غير معروفة دوليًا لأن العديد منها يتمحور حول مواضيع كندية على وجه التحديد كما أنها صغيرة الحجم.
تتأثر الأوبرا الكندية عادةً بتاريخ البلاد. تتمحور العديد من الموضوعات حول الأمم الأولى والهجرة أو أحداث وشخصيات تاريخية محددة. بالتالي، تعكس الأعمال الأوبرالية الكندية التنوع في البلاد إلى حد كبير.

## بدايات الأوبرا الكندية
كانت كولاس وكولينيت لجوزيف كويسنيل أول أوبرا كُتبت على الأراضي الكندية. كُتبت في عام 1788 وعُرضت لأول مرة في عام 1790 في مونتريال، وأُنتِجت مرة أخرى في كيبيك عام 1805. كُتبت هذه الأوبرا الكوميدية لتشمل ثلاثة أجزاء وهي تظهر بوضوح التراث الفرنسي لمؤلفها. الشخصيات في هذه الأوبرا هي «شخصيات معروفة» غالبًا ما تُستخدم في الكوميديا الفرنسية مثل تلك الخاصة بموليير وجان جاك روسو. ترجع أوجه التشابه بين الشخصيات وكذلك القصص إلى حقيقة أن المسرحيات والأوبرا تظهر مبادئ المجتمع الفرنسي في ذلك الوقت، حُفظت فقط مقطوعات الكمان الثاني والمقطوعات الصوتية من الجزء الموسيقي لكولاس وكولينيت. تحتوي الأوبرا على العديد من الآريات والثنائيات التي تختلف وتتنوع لإبراز الشخصيات المتناقضة. تنتهي الأوبرا بنهاية فودفيلية قبل الجوقة الختامية - وهي ممارسة شائعة في ذلك الوقت.
في عام 1963، قام جودفري ريدوت بتجديد الأجزاء الموسيقية لكولاس وكولينيت. قام أيضًا بتأليف افتتاحية للمقطوعة التي اعتمد في تأليفها على موضوعات الأوبرا. بما أن المقطوعة أُلِفت لأول مرة كمقطوعة لاحقة، فلم تتضمن افتتاحية. عُرضت النسخة المُجددة لأول مرة في عام 1963 في حفلات القرون العشرة في تورنتو وبُثت على التلفزيون من قبل هيئة الإذاعة الكندية (سي بي سي) في عام 1968. على الرغم من أنها تُعتبر أول أوبرا كندية، إلا أن كولاس وكولينيت لا تزال أقرب إلى فرنسا منها إلى كندا من ناحية التراث.
كتب جوزيف كويسنيل أيضًا أوبرا ثانية، لوكاس إت سيسيل. عُثر على تقرير عن إنتاجها في عام 1808 لكن تاريخ العرض الفعلي غير مؤكد. في هذه الأوبرا، لم تُحفظ سوى الأجزاء الصوتية. شملت الأوبرا خمسة مغنيين في الإثني عشر رقمًا منفردًا، وثنائيتان وثلاثيتان وخاتمة واحدة. أعاد جون بيكويث تجديد الأوبرا في عام 1989 وقامت أوركسترا تافيلموسيك بعرضها عام 1994 في تورنتو ثم في مونتريال فيما بعد.

## القرن العشرين
خلال القرن العشرين، كان المؤلفون الكنديون يكتبون الأوبرا بمعدل أعلى من أي وقت مضى. منذ أربعينات القرن العشرين، كان لشبكة سي بي سي دور كبير في الترويج لتأليف الأوبرا حسب الطلب. قامت سي بي سي أيضًا ببث عروض الأوبرا الجديدة خلال برامجها الإذاعية وشبكاتها التلفزيونية للترويج لها. حفزت الاحتفالات المئوية لعام 1967 تأليف العديد من عروض الأوبرا الجديدة المتعلقة بالموضوعات الكندية. أعطت هذه الاحتفالات الأوبرا الكندية شعبية ما زالت ملحوظة حتى اليوم.